# Вождение стрелы
Вождение стрелы (вождение сулы, похороны стрелы, водить стрелу, гнать стрелу, бягить сула, закапывать стрелу; бел. пахавання стралы, ваджэння стралы) — древний обережно-аграрный весенний обряд Восточного Полесья, который «замыкал» весну и «отмыкал» лето. Проводился в конце весны при осмотрах озимых (на Великдень, Юрия, Вознесение). Регион наибольшего распространения — Посожье, территория между Днепром и Припятью, частично Гомельская, Черниговская и Брянская области (совпадает с областью расселения радимичей, частично дреговичей и вятичей). Основные ритуальные действия: сбор участников, вождение карагода (кривой танок) на перекрестке в центре села, шествия рядами (линейный танок), игры, катание по полю, «похороны  стрелы» и др.

## Этимология
Название обряда произошло от зачина карагодной песни «Да й пашла стрэла да и вдоль села» или «Ой бягить сула да й удоль села». При этом «стрелой» называлось само шествие, песня, группа исполнительниц и предметы, зарывавшиеся в конце обряда на поле. В некоторых локальных с аналогичным значением использовался термин «сула», также обозначавший в местном диалекте метательное оружие: сула или сулица — это копьё, рогатина, палица.

## Обряд
Изначально «вождение стрелы» сочеталось с её «похоронами», но со временем в некоторых сёлах обряд приобрёл редуцированную форму. Более архаичные традиции проведения обряда сохранились на западе Брянской области. В Вознесеньев день после обеда участницы обряда, собравшись в группы, шеренгой во всю ширину дороги, взявшись за руки, с пением «стрелы» шли к центру села. Каждая группа исполняла свою песню, но на единую для всех мелодию. Встретившись в центре села, женщины водили общий карагод, после чего уже все вместе снова вставали в шеренги и с песней «вели стрелу» за село. Вдоль улицы, по которой шли участницы, для них выставлялись столы с угощениями. В других деревнях женщины «водили сулу» по дворам с хороводными песнями, каждая хозяйка обязательно должна была пригласить к себе и угостить, за это «сула» поднимала хозяйку высоко на руки.
После карагодов на площади иногда добавлялись плясали и частушки под гармошку и бубен. К процессии присоединялись ряженые — «дед» и «баба», которые собирали дань со всех встречных. У «деда» в руках были розги или кнут, которым хлестал всех, кто попался под руку, особенно детей, которые кружились вокруг него. Собранные продукты и деньги он складывал в холщовую сумку, висевшую на плече. Когда уже было много собрано «баба» отбирала сумку и не таясь пересчитывала деньги. «Дед» обычно возмущался таким действием.
Придя на поле с житом, водили карагод, а затем наиболее уважаемая женщина отходила чуть в сторону и неглубоко закапывала или просто клала на землю хлеб и денежку, ленточки или что-либо из личных вещей («стрелу»), читала молитву и желала всем благополучия и хорошего урожая. В ином варианте какую-нибудь свою вещь на поле закапывала каждая из женщин. Кое-где особо подчеркивалось, что лента, выступающая в роли «стрелы», обязательно должна принадлежать девушке. Спев последнюю песню, участницы обряда и зрители расходились по домам праздновать. Часто, направляясь в поле, женщины пели весенние песни, а на обратном пути — летние, что отражало проводы весны и встречу лета.
Кое-где на Брянщине на Пасху, когда песню начинали петь — считали, что «стрелу откапывали», а на Вознесение, когда в последний раз водили хоровод и, нарвав траву, бросали её через голову, что символизировало «закапывание». В таких сёлах сам обряд не исполняли.
В некоторых сёлах процессия шла не в поле с житом, а на льняное поле, и во время обряда, взявшись за руки цепочкой, изображалось длинное полотно. Также во время обряда «нищие» могли обходить сельские дома с благопожеланиями (ср. Волочебный обряд).
Обрядовый смысл «вождения стрелы» тесно связан с аграрной продуцирующей магией. По мнению ряда исследователей, «стрела» ритуальной песни символизировала молнию, а слёзы, проливаемые по сюжету песни женщинами, — дождь, поэтому и сам обряд связывался с вызовом дождя, что сближает его с балканским и юго-славянским обрядом Пеперуда (Додола).

## Стрельные песни

### Этнографический контекст
Стрельные песни исполняются во время шествия. В шествии участники обряда держутся под руки. Вначале обряда участники собираются и идут к центру села под песни. В селе Яловка Красногорского района собирались несколько групп на каждом из концов села, и, таким образом, происходило одновременное звучание разных текстов. Собравшись в центре села, шествие направлялось за его пределы. Все этапы озвучивались специальными стрельными песнями. После совершения обряда стрельные песни не исполняются. Возвращение в село происходило под пение песен других жанров — лирических, романсов, современного репертуара (советские песни), частушек под гармошку и бубен.

### Музыка
Стрельные песни исполняются на один политекстовый напев. Для него характерен силлабический стих 5+5 слогов, структура поэтической строфы АБПБ, АБПП, квантитативная ритмика пятисложника с долготой на третьем слоге. Стрельные песни в гомельско-брянско-черниговском ареале отличаются гуканием, высокой тесситурой и интенсивным интонированием.

### Поэтические тексты
Для поэтических текстов стрельных песен характерны мифологические и балладные мотивы. Смерть героев сюжета нередко перекликается со смыслом обряда.